# Coffea excelsa
Espèce
Coffea excelsa est une espèce de plantes de la famille des Rubiaceae, découverte en 1902 en Centrafrique, dont la culture s’est étendue rapidement au Cameroun, en Côte d’Ivoire et en Guinée.

## Description
Cette espèce de caféier est réputée pour ses rendements importants et rapides et son goût, peu éloigné de celui de l'arabica.

## Distribution
Cette espèce est originaire de Centrafrique mais est également cultivée au Cameroun, en Côte d'Ivoire et en Guinée.